# Aritmetická míra
Aritmetická míra, též čítací míra nebo počítací míra, je mírou používanou hlavně v diskrétních systémech. Neformálně je to funkce, která množině přiřazuje počet jejích prvků.

## Definice
Mějme měřitelný prostor {\displaystyle (X,{\mathcal {P}}(X))}, kde {\displaystyle X} je libovolná množina a {\displaystyle {\mathcal {P}}} značí potenční množinu ({\displaystyle {\mathcal {P}}(X)} je speciální případ σ-algebry na {\displaystyle X}). Na takovém prostoru definujeme aritmetickou míru pro {\displaystyle A\in {\mathcal {P}}(X)} takto:
{\displaystyle \alpha (A)={\begin{cases}|A|&{\mbox{pokud A je konečná množina}}\\\infty &{\mbox{pokud A není konečná}}\end{cases}}}

## Vztah sumy a integrálu
Aritmetická míra umožňuje zavést sumu jako speciální případ integrálu (Lebesgueova). Jelikož je každá podmnožina {\displaystyle \mathbb {N} } měřitelná, tak pro každou funkci (resp. posloupnost) {\displaystyle g:\mathbb {N} \rightarrow \mathbb {C} } platí:
{\displaystyle \int _{\mathbb {N} }g\,\mathrm {d} \alpha =\sum _{n=0}^{\infty }g(n)} Je-li integrál definován.
Tento vztah je užitečný například při zavádění Lp prostoru na množině posloupností.